# Bernardine do Régo
Bernardine do Régo née le 20 août 1937 et morte le 20 décembre 2024, première femme diplomate du Dahomey et la première Ambassadrice du Bénin est une diplomate béninoise.

## Biographie
Bernardine do Régo est née le 20 août 1937 et a fait ses études à Dakar et à Paris. Elle a étudié à l'université de Paris de 1961 à 1963 et à l'Institut des hautes études d'Outre-Mer (IHEOM) de 1962 à 1964. Elle est la première femme béninoise à occuper la fonction de diplomate. En effet, elle a été ambassadrice du Bénin près le Nigeria et le Canada.

## Décès et hommages
Décédée le 20 décembre 2024, un hommage est rendu à Bernardine do Régo,  le 21 janvier 2025 à la salle "Fleuve Jaune" du ministère des affaires étrangères, Une cérémonie, dirigée par le Ministre des Affaires étrangères, Olushegun Adjadi Bakari,  incluant des témoignages du personnel, de ses parents et amis.